# Montpellier
Montpellier (izgovorjava [mɔ̃pəlje, -pɛl-]; okcitansko Montpelhièr, izgovorjava [mumpeˈʎɛ]) je mesto ob južni obali Francije ob Sredozemskem morju. Je glavno mesto departmaja Hérault v francoski regiji Oksitanija in je bilo glavno mesto nekdanje regije Languedoc-Roussillon. V letu 2016 je v urbanem območju živelo 607.896 ljudi, v samem mestu pa (leta 2019) 295.000. Skoraj tretjino prebivalstva predstavljajo študenti treh univerz in treh visokošolskih zavodov, ki so zunaj univerzitetnega okvira v mestu.

## Zgodovina

### Srednji vek
V zgodnjem srednjem veku je bilo bližnje škofijsko mesto Maguelone glavno naselje na tem območju, vendar so napadi piratov spodbudili poselitev nekoliko bolj v notranjost. Montpellier, prvič omenjen v dokumentu iz leta 985, je bil ustanovljen pod lokalno fevdalno rodbino Guilhem, ki je združila dva zaselka in zgradila grad in obzidje okoli združenega naselja. Ime je iz srednjeveške latinske mons pislerius, ki se nanaša na modro barvilo, ki so ga pridobivali iz rastline Isatis tinctoria (silina). Dva ohranjena stolpa mestnega obzidja, Tour des Pins in Tour de la Babotte, sta bila zgrajena pozneje, okoli leta 1200. Montpellier se je v 12. stoletju uveljavil kot trgovsko središče, s trgovinskimi vezmi po sredozemskem svetu in bogato judovsko kulturno skupnostjo, ki je cvetela v tradicijah strpnosti do muslimanov, Judov in katarov in kasneje njegovih protestantov. Viljem VIII. Montpellierski je leta 1180 odobril poučevanje medicine v Montpellieru. Mestno pravno in medicinsko fakulteto je leta 1220 ustanovil kardinal Conrad iz Uracha, legat  papeža Honorija III. Medicinska fakulteta je bila skozi stoletja eno izmed glavnih središč za poučevanje medicine v Evropi. To obdobje je zaznamovalo vrhunec Montpellierovega značaja. Mesto je postalo posest aragonskih kraljev leta 1204 s poroko Petra II. Aragonskega z Marijo  Montpelliersko, ki je dobila mesto in njegove posesti kot del svoje dote.
Montpellier je pridobil statut leta 1204, ko sta Peter in Marie potrdila tradicionalne svoboščine mesta in podelila mestu pravico, da letno izbira dvanajst upravnih konzulov. Montpellier je pod aragonskimi kralji postal zelo pomembno mesto, glavno gospodarsko središče in glavno središče trgovine z začimbami v Kraljevini Franciji. To je bilo drugo ali tretje najpomembnejše mesto Francije v tistem času, z okoli 40.000 prebivalci pred črno smrtjo. Montpellier je ostal v posesti Aragonske krone dokler ni prešel na Jakopa III. Majorškega, ki je mesto leta 1349 prodal francoskemu kralju Filipu VI., da bi zbral sredstva za svoj boj s Petrom IV. Aragonskim. V 14. stoletju je papež Urban VIII. dal Montpellieru nov samostan, posvečen svetemu Petru, ki je opozoril na zelo nenavadno verando kapele, podprte z dvema visokima, nekoliko raketi podobnima stolpoma. S tem, ko se je pomen mesta nenehno povečeval, je končno dobilo škofa, ki se je leta 1536 preselil iz Maguelona, ogromna samostanska kapela pa je postala stolnica. Leta 1432 se je v mestu uveljavil Jacques Cœur, francoski trgovec, eden izmed ustanoviteljev trgovine med Francijo in Levantom, ki je postavil pomembno gospodarsko središče vse do leta 1481, ko ga je v tej vlogi zasenčil Marseilles.

### Po reformaciji
V času reformacije v 16. stoletju so mnogi prebivalci Montpelliera postali protestanti (ali hugenoti, kot so jih poznali v Franciji) in mesto je postalo trdnjava protestantskega upora proti katoliški francoski kroni. Leta 1622 je kralj Ludvik XIII. Francoski oblegal mesto, ki se je predalo po dvomesečnem obleganju, nato pa je v Montpellieru zgradil citadelo, da bi ga zavaroval. Ludvik XIV. Francoski je Montpellier določil za glavno mesto Bas Languedoc in v mestu se je začelo graditi. Zgrajena je bila Promenade du Peyrou, Esplanade in veliko število hiš v zgodovinskem središču. Po francoski revoluciji je mesto postalo glavno mesto mnogo manjšega Héraulta.

### Sodobnost
V 19. stoletju je mesto uspevalo na osnovi vinske kulture, saj so imeli obilo sonca skozi vse leto. Poraba vina v Franciji je državljanom Montpelliera omogočila, da so postali zelo bogati, dokler se v 1890-ih med vinogradi ni razširila glivična bolezen in ljudje niso več mogli gojiti grozdja. Po tem je mesto ponovno rastlo, ker je po neodvisnosti Alžirije Francija sprejela priseljence tako iz Alžirije kot drugih delov severne Afrike. V 21. stoletju je Montpellier med največjimi mesti Francije na 7 do 8 mestu. Mesto je v zadnjem času doseglo še en priliv prebivalstva, predvsem zaradi študentske populacije, ki predstavlja približno tretjino prebivalstva Montpelliera. Medicinska šola je začela mestno univerzitetno kulturo, čeprav so bile tam ustanovljene številne druge univerze. Obalno mesto razvija tudi druge urbanistične centre, kot sta Corum in Antigona, ki pritegnejo vse večje število študentov.
- Montpellier v 16. stoletju
- Rue Foch s tipično arhitekturo 19. stoletja
- Akvadukt Saint-Clément
- Porte du Peyrou s kipom Ludvika XIV.

## Geografija
Mesto leži na hriboviti podlagi 10 km od sredozemske obale, ob reki Lez. Ime mesta, ki je bilo prvotno Monspessulanus, naj bi veljalo za mont pelé (goli hrib, ker je bilo rastje slabo) ali le mont de la colline (vrh hriba).
Montpellier je od Marseilla oddaljen 170 km od Toulousa 242 km in 748 km od Pariza.
Najvišja točka Montpellierja je Place du Peyrou, na nadmorski višini 57 m. Mesto je zgrajeno na dveh hribih, Montpellier in Montpelliéret, zato imajo nekatere njegove ulice velike višinske razlike. Nekatere ulice so tudi zelo ozke in stare, kar ji daje bolj intimen občutek.
Montpellier ima mediteransko podnebje (Köppen Csa) z blagimi, vlažnimi zimami in vročimi, precej suhimi poletji. Povprečna mesečna vrednost se giblje od 7,2 ° C v januarju do 24,1 ° C v juliju. Padavine znašajo približno 630 milimetrov in so največje jeseni in pozimi, poleti pa tudi ne. Ekstremne temperature so se gibale od –17,8 ° C, zabeležene 5. februarja 1963 in do 43,5 ° C 28. junija 2019.

## Uprava
Montpellier je sedež naslednjih kantonov:
- Montpellier-1: Grabels, Montpellier (del), 51.035 prebivalcev;
- Montpellier-2: Montpellier (del), 53.456 prebivalcev;
- Montpellier-3: Montpellier (del), 59.908 prebivalcev;
- Montpellier-4: Montpellier (del), 60.826 prebivalcev;
- Montpellier-5: Montpellier (del), 50.888 prebivalcev;
- Montpellier – Castelnau-le-Lez: Castelnau-le-Lez, Clapiers, Jacou, Montferrier-sur-Lez, Montpellier (del), 60.955 prebivalcev.

Montpellier je tretje največje francosko mesto na sredozemski obali za Marseillom in Nico in je 7. največje mesto Francije. Je tudi najhitreje rastoče mesto v državi v zadnjih 25 letih. V celotnem metropolitanskem območju je leta 2006 živelo 510.400 prebivalcev. Mesto je od leta 2001 razdeljeno na naslednja okrožja: Montpellier Centre, Croix-d'Argent, Les Cévennes, Mosson, Hôpitaux-Facultés, Port Marianne. Prés d'Arènes. Zaradi močne demografske rasti je mesto v zadnjih desetletjih pridobilo ogromne površine, saj se je razvilo na jug in proti morju. Mestna hiša oblikuje ta nova okrožja v obliki usklajenih razvojnih con.
Montpellier je večino svoje zgodovine in tudi danes znan po pomembnem španskem prebivalstvu, dediščini in vplivu. V Montpellieru so tudi pomembne maroške, alžirske in italijanske skupnosti.

## Zanimivosti
- Glavna točka mesta je Place de la Comédie z operno hišo Opéra Comédie, zgrajeno leta 1888.
- Musée Fabre.
- V zgodovinskem središču (ki se imenuje Écusson, ker je njegova oblika približno v obliki ščita) je mogoče najti veliko število hôtels particuliers (tj. dvorcev). Večina teh  zgradb ima srednjeveške korenine in je bila spremenjena med 16. in 18. stoletjem. Nekatere stavbe, ob Rue Foch in Place de la Comédie, so bile zgrajene v 19. stoletju.
- Rue du Bras de Fer je zelo značilna za srednjeveški Montpellier.
- Mikve, obredna judovska kopel, sega v 12. stoletje in je ena redkih v Evropi.
- Jardin des plantes de Montpellier je najstarejši botanični vrt v Franciji, ustanovljen leta 1593
- 'La Serre Amazonienne je zooliški park in rastlinjak v tropskem deževnem gozdu
- Stolnica sv. Petra, Montpellier je nacionalni spomenik in sedež nadškofije Montpellier. Zgrajen je v gotskem slogu iz 14. stoletja. Stavba je dobila status stolnice leta 1536, ko so škofijo iz Maguelonna prenesli v Montpellier. Potem ko je bila stavba med verskimi vojnami v 16. stoletju zelo poškodovana, je bila v 17. stoletju obnovljena.
- Porte du Peyrou, slavolok, zgrajen konec 17. stoletja in Place Royal du Peyrou, zgrajen v 17. stoletju, sta najvišji točki Ecussona.
- Tour des Pins, edini preostali od 25 stolpov mestnega srednjeveškega obzidja, zgrajen okoli leta 1200.
- Tour de la Babotte, srednjeveški stolp, ki je bil v 18. stoletju spremenjen v opazovalnico.
- Akvadukt Saint Clément, ki ga je v 18. stoletju zgradil inženir Henri Pitot de Launay, je eden najlepših spomenikov v mestu. Ta zgradba, ki jo je v veliki meri navdihnil Pont du Gard, je omogočila prihod pitne vode iz izvira Boulidouja, pozneje iz Leza, ki je v Saint-Clément-de-Rivière. Ko je bil zgrajen, je v mesto Montpellier prinašal 25 litrov vode na sekundo. Po izgradnji podzemnega črpališča, ki je v vseh letnih časih proizvajal 2000 litrov vode na sekundo, je bil skoraj popolnoma uničen.
- Okrožje Antigone in druge stanovanjske projekte je zasnoval arhitekt Ricardo Bofill iz Katalonije v Španiji
- Mesto obkrožajo številni gradovi (châteaux), tako imenovani folly, ki so jih zgradili bogati trgovci. V arhitekturi je folly angleški izraz v vrtno umetnost in arhitekturo, za nenavadno okrasno zgradbo, ki je zasnovana predvsem za dekoracijo, vendar s svojim videzom nakazuje kakšen drug namen ali ima tak ekstravaganten videz, da presega paleto vrtnih okraskov, običajno povezanih s stavbo, ki ji pripadajo.
- V mestu je bilo od 17. do 19. stoletja zgrajenih skoraj 80 zasebnih dvorcev, odprtih je nekaj njihovih notranjih dvorišč.

- Place de la Comédie
- Porte du Peyrou
- Tour de la Babote
- Akvadukt Saint Clément
- Stolnica sv. Petra
- Musée Fabre

## Šport
- Montpellier Hérault SC, nogometno društvo, ustanovljeno leta 1919, svoj domicil ima na Stade de la Mosson, dvakratni zmagovalec francoskega pokala, enkratni zmagovalec pokala Intertoto in zmagovalec francoske Ligue 1 (prve lige) leta 2012.
- Montpellier Agglomération Handball, moško rokometno društvo, ustanovljeno leta 1982, domače tekme igra v dvorani Palais des sports René Bougnol, evropski prvak 2003, večkratni državni prvak.

## Pobratena mesta
- Barcelona, Španija, od 1963
- Betlehem, Palestina, od 2012
- Čengdu, Kitajska, od 1981
- Fes, Maroko, od 2003
- Heidelberg, Nemčija, od 1961
- Kos, Grčija, od 1962
- Louisville, ZDA, od 1955
- Obninsk, Rusija, od 2017
- Palermo, Italija, od 2016
- Rio de Janeiro, Brazilija, od 2011
- Sherbrooke, Kanada, od 2006
- Tiberias, Izrael, od 1983
- Tlemcen, Alžirija, od 2009